# شهرستان فرانکلین (پنسیلوانیا)
شهرستان فرانکلین، پنسیلوانیا (به انگلیسی: Franklin County, Pennsylvania) شهرستانی در ایالات متحده آمریکا است که در پنسیلوانیا واقع شده‌است.

## خصوصیات
شهرستان فرانکلین ۲٬۰۰۲٫۰۷ کیلومترمربع مساحت دارد.